# Eutelothyria trinitatis
Eutelothyria trinitatis là một loài ruồi trong họ Tachinidae.